# André Laugier
Pour les articles homonymes, voir Laugier.
André Laugier, né le 1er août 1770 à Paris, où il est mort le 19 avril 1832, est un chimiste et un minéralogiste français.

## Biographie
Fils de Magdeleine Angelique Grostete et de l’avocat en Parlement, Jacques André Laugier, trésorier à l’hospice des Quinze-Vingts chassé de son poste par son administrateur, le cardinal de Rohan, pour avoir refusé d’en falsifier les comptes, Laugier dut être retiré de la pension de Lottin à Picpus pour entrer au collège de Lisieux, à Paris, où il continua et termina ses études aux côtés de Bignon, De Wailly ou Méchin. Il resta, pendant les années 1790, 1791 et 1792, près de son cousin germain, s’initiant à la chimie dans le laboratoire d’Antoine-François Fourcroy (1755-1809), jusqu’à ce que l’avancée de l’armée des Coalisés en Champagne l’amène à s’engager, cette année-là, dans l’armée révolutionnaire, où sa campagne se limita à un séjour de six mois au camp de la Lune à Valmy où, il n’eut guère à souffrir que du froid et des pluies continuelles, n’ayant sur lui qu’un pantalon d’été.
À son retour à Paris, en 1793, il reçut du Comité de salut public la mission de parcourir la Bretagne pour faire descendre et enlever les cloches afin de les transformer en matière première pour l’industrie militaire ou pour la frappe des monnaies, avant d’être nommé membre de la Commission militaire de Vitré. Rappelé, le 25 juin 1794 à Paris, par le Comité de salut public, une fois sa mission accomplie, Laugier s’y fixa et épousa sa cousine, la fille du pharmacien Chéradame. D’abord nommé chef de bureau des poudres et salpêtres au Comité de salut public, l’Insurrection royaliste du 13 vendémiaire lui fit perdre cette place. Fatigué de sa vie aventureuse, il entreprit alors des études de pharmacie, obtint sa maîtrise en 1797 et tenta pendant quelque temps de s’établir mais, la réduction des rentes au tiers ayant enlevé le reste de sa modique fortune à son père, il renonça à prendre un établissement pour entrer dans l’enseignement. Inscrit comme pharmacien de l’armée destinée à la campagne d'Égypte, l’expédition partit sans lui, car il était tombé malade, et il resta attaché à l’hôpital d’instruction militaire de Toulon, établissement où commença sa réputation de professeur. Ses succès dans la chaire lui valurent d’être choisi par le jury d’instruction du Var pour occuper la place de professeur de chimie à l’école centrale de ce département jusqu’à ce que l’inspection de santé, dont il dépendait immédiatement, le nomme professeur à l’hôpital d’instruction militaire de Lille.
En 1802, son cousin Fourcroy, absorbé par la politique, alors en mission dans les départements du nord de la France, le ramena à Paris pour le suppléer comme aide-naturaliste au Muséum national d'histoire naturelle de Paris, et assurer à sa place son enseignement dans sa chaire de chimie . Sa méthode et la clarté avec laquelle il savait présenter les faits, ayant permis à Laugier d’y réussir, il fit depuis cette époque, chaque année, dans le laboratoire du muséum, un cours de chimie générale, constamment suivi par un grand nombre d’élèves, et fut, à la mort de Fourcroy, en 1811, nommé professeur titulaire. Peu de jours après sa nomination, Napoléon, qui visitait souvent les établissements scientifiques et affectionnait tout particulièrement le Muséum d’histoire naturelle, se rendit, accompagné de son ministre de l’Intérieur, au Jardin des plantes, où Laugier lui fut présenté. Celui-ci ayant amené la grande question qui occupait alors son esprit, à savoir si le sucre de raisin pouvait remplacer et surpasser le sucre de canne issu des colonies, demanda à Laugier ce qu’il pensait de cette fabrication. Laugier, qui n’était pas courtisan, lui dit la vérité, et la légion d’honneur qu’il devait recevoir ce jour-là ne lui fut pas donnée. « J’aime mieux ne pas être décoré que de mentir à ma conscience. » déclara-t-il à celui qui lui en avait fait la remarque. Il ne devait recevoir la légion d’Honneur que le 27 juillet 1814.
Lors de l’organisation de l’école de Pharmacie de Paris, en 1803, Laugier fut chargé d’y enseigner l’histoire naturelle, chaire qu’il n’a quittée que pour remplir successivement les postes de directeur-adjoint, le 29 mars 1811, en remplacement de Trusson, et de directeur, le 17 décembre 1829, à la mort de Vauquelin (1763-1829). Cette école lui doit la création d’une école pratique et de plusieurs nouvelles chaires. Outre ces fonctions, il remplit encore pendant longtemps celles de chef du secrétariat de la direction de l’instruction publique et organisa, avec son cousin Fourcroy, la plupart des lycées français lors de l’installation de l’Université, cette partie de l’administration publique ayant été réunie au ministère de l’Intérieur, la direction lui en fut confiée jusqu’à la grande réforme du ministre Corbière, qui l’éloigna, en 1822, de l’administration sous prétexte de mesures économiques, et le rendit à ses travaux scientifiques.
André Laugier est nommé par deux fois directeur du Muséum d'histoire naturelle, de 1812 à 1813 puis de 1818 à 1819.
Les nombreux travaux qu’il a fournis aux Annales du Muséum et Mémoires du Muséum pendant vingt et quelques années témoignent de son activité dans la science alors nouvelle de la chimie. Cependant, si c’est comme chimiste que Laugier s’est fait un renom, la minéralogie lui est redevable dans la mesure où, aspirant à déterminer les principes constituants d’un corps, il fut conduit à indiquer rigoureusement sa place dans une classification des minéraux, ayant pour base la constitution chimique. Le grand moyen pour déterminer les principes constituants, c’est ce que l’on appelle l’analyse chimique, analyse dans laquelle Vauquelin était longtemps resté sans rival. Sans l’égaler tout à fait, Laugier se montra du moins son émule, en esprit de ressources et d’expédients, en dextérité, en précision. Quoique principalement voué à la chimie inorganique, Laugier cependant a fait quelques excursions dans le domaine des deux chimies organiques ; et, quoique visant surtout à fournir au minéralogiste des moyens de classification, il a trouvé quelques procédés bénéfiques pour l’industrie, comme ceux pour séparer le cobalt du nickel, le cérium du fer, le fer du titane ou celui pour convertir le sucre de gomme en sucre de lait. Ses travaux sont caractérisés par une précision et une exactitude toujours vérifiées par le calcul.
Laugier a été l’un des fondateurs, en France, de la chimie minérale. Ses analyses de l’épidote gris du Valais, des gramméatites blanche et grise, du chromate de fer de Sibérie, de la plome, du parunthine, etc., ont été citées par Berzelius, dans son Système de minéralogie, comme ayant des résultats conformes aux proportions définies et démontrées par le calcul, quoique faites longtemps avant la parution de ce système. Toutes ces découvertes, toutes ces analyses sont consignées dans trente-six Mémoires, dont vingt-deux dans les Annales du Muséum, quatorze dans les Mémoires du Muséum, suite des Annales. Quelque peu brillants que soient par la forme de semblables ouvrages, ces Mémoires qui, en général, n’excèdent pas seize pages, sont en quelque sorte des procès-verbaux très simples des opérations diverses auxquelles s’est livré Laugier pour effectuer son analyse, précédés de quelques mots qui établissent bien l’espèce, la synonymie, l’histoire, le gisement et les caractères physiques de l’objet examiné, et suivis de quelques lignes de conclusion, c’est sur eux que repose aujourd’hui la renommée de Laugier. Il a en outre collaboré au Dictionnaire technologique.
Sténographié par un étudiant qui ne manquait aucune de ses leçons, le cours de chimie qu’il faisait depuis 30 ans au Jardin des plantes, a été publié sous le titre de Cours de chimie générale et pratique, un des meilleurs ouvrages élémentaires en cette matière, le Cours de chimie générale en 2 vol. paru en 1828. Outre la Légion d’Honneur, il fut, à la fondation de l’Académie de médecine, en 1820, nommé membre titulaire de la section Pharmacie. Présidant la Société de pharmacie de Paris, à partir de 1824, il était également membre de la Société philomathique de Paris et de la plupart des sociétés scientifiques de France et de l’étranger. Père de l’astronome Paul Laugier et du chirurgien Stanislas Laugier, il succomba, jeune encore, à l’épidémie de choléra de 1832, où sa mort fit une profonde impression sur Georges Cuvier, qui devait le suivre dans la tombe, trois semaines plus tard.
Une rue de Paris 17e l'honore.

## Distinctions
- Chevalier de la Légion d'honneur.